# Codex Alexandrinus
Der Codex Alexandrinus (von Rahlfs bezeichnet als A, von Gregory-Aland bezeichnet als A oder 02) ist eine koine-griechische Vollbibel aus dem 5. Jahrhundert. Benannt ist der Codex nach seinem früheren Aufbewahrungsort, der Bibliothek des griechisch-orthodoxen Patriarchen von Alexandria. Der Ökumenische Patriarch Kyrillos Loukaris schenkte diese spätantike Bibel 1627 dem englischen König Karl I. Heute befindet sich das neuzeitlich in vier Volumen gebundene Manuskript in der British Library (MS Royal 1 D V–VIII).
Vom Alten Testament im Umfang der Septuaginta fehlen im Codex Alexandrinus nur wenige Blätter. Am Anfang des Neuen Testaments fehlt jedoch der größte Teil des Matthäusevangeliums; kleinere Textlücken gibt es im Johannesevangelium und im Zweiten Korintherbrief. Außerdem enthält der Codex Alexandrinus zwei frühchristliche Schriften: den ersten und zweiten Clemensbrief. Laut Inhaltsverzeichnis standen am Ende des Manuskripts als eine Art Anhang zur Bibel die Psalmen Salomos. Ihr Text blieb im Alexandrinus nicht erhalten.
Verglichen mit dem Codex Sinaiticus, dessen Hauptteil ebenfalls in der British Library verwahrt wird, ist der Erhaltungszustand des Alexandrinus schlecht. Durch Tintenfraß sind viele Seiten fragil geworden. Im 18. und 19. Jahrhundert zog der Alexandrinus großes Interesse auf sich, das seitdem geschwunden ist.

## Codex Alexandrinus im Kontext des 5. Jahrhunderts
Die Datierung des Manuskripts ins 5. Jahrhundert ist Konsens. Ein Terminus post quem ist der als Leseanweisung dem Psalter vorangestellte Brief an Marcellinus, denn Athanasius, sein Verfasser, starb im Jahr 373. Anfang des 5. Jahrhunderts kann ein Text von seiner Hand bereits den autoritativen Status erlangt haben, der Voraussetzung ist für eine Verwendung als biblisches Vorwort. Indizien für eine Herstellung im 5. Jahrhundert sind das Seitenlayout mit zwei Kolumnen (statt drei oder vier) und herausgerückten großen Anfangsbuchstaben (Ekthesis).
Die ältere Forschung nahm an, dass der Codex Alexandrinus in Alexandria oder allgemein in Ägypten geschrieben worden sei. Kyrillos Loukaris war als ehemaliger Besitzer dieser Meinung und schrieb auf einem losen Blatt am Anfang des Codex, dass das Manuskript von Thekla, einer vornehmen Ägypterin, geschrieben worden sei, die kurz nach dem Ersten Konzil von Nicäa (325) lebte. Ein entsprechender Eintrag habe sich früher am Ende des Codex befunden. Zwar war bald unstrittig, dass der Codex nicht im 4. Jahrhundert geschrieben worden sein konnte, aber eine Herstellung in Ägypten wurde lange befürwortet, zumal einige Formen der griechischen Buchstaben in Überschriften und Kolophonen als typisch für ein ägyptisches Skriptorium galten.
Theodore C. Skeat argumentierte 1955, dass Konstantinopel als Herstellungsort genauso gut möglich sei. Scot McKendrik vermutet vorsichtig, dass der Codex in Ephesus geschrieben worden sein könnte, einem wohlhabenden christlichen Zentrum des 5. Jahrhunderts, und später von Christen, die aus Ephesus geflohen waren, nach Konstantinopel gebracht wurde, wo Athanasios III. ihn dann für seine Bibliothek erwarb.
Der Codex Alexandrinus war eine Luxusausgabe der Bibel. Nicht nur enthielt er alle Bücher des Alten und Neuen Testaments, er war auch mit verschiedenen Beigaben ausgestattet. Nach antiken Maßstäben war dieser Codex relativ leicht zu lesen, da die großen Initialen die Orientierung erleichterten. Damit war er auch für die Bibellesung im Gottesdienst geeignet.

## Kodikologie

### Beschreibmaterial
Den ursprünglichen Umfang des Codex Alexandrinus schätzte Frederic G. Kenyon auf 820 Pergamentblätter. 773 Blätter sind erhalten (630 im alttestamentlichen und 143 im neutestamentlichen Teil). Sie sind etwa 32 cm hoch und 26 bis 26,4 cm breit. Es gibt Hinweise auf Mängel bei der Pergamentherstellung, die teilweise für den schlechten Erhaltungszustand des Codex verantwortlich sind. So beklagte Frederick H. A. Scrivener 1875, dass sich die Tinte leicht vom Beschreibmaterial löse und der Codex deshalb mit großer Vorsicht angefasst werden müsse. Das ist bemerkenswert, weil Eisengallustinte (siehe unten) eigentlich gut auf dem Pergament haftet.
Tintenfraß hat massive Schäden verursacht. Carl Gottfried Woide stellte 1788 stichprobenartig fest, dass es zwei Pergamentsorten im Neuen Testament des Alexandrinus gab, ein durch Tintenfraß stark geschädigtes dünnes Pergament und ein festeres Pergament von besserer Qualität, das weniger Schäden aufwies.

### Lagen, Paginierung und Linierung
Im ursprünglichen Codex bildeten im Regelfall vier Bögen (= 8 Blätter = 16 Seiten) eine Lage. Der Aufbau einer solchen Quaternione war stets gleich: Ein Mitarbeiter des Skriptoriums nahm einen Bogen und legte ihn mit der Haarseite nach unten auf den Tisch, darauf den nächsten, mit der Fleischseite nach unten, dann den dritten, die Haarseite nach unten, und den vierten, die Fleischseite nach unten. Er faltete sie in der Mitte und verband sie provisorisch mit einem Faden. Da die Haarseite dunkler und rauer ist als die Fleischseite des Pergaments, hat eine solche Anordnung der Pergamentbögen den Vorteil, dass zwei gegenüberliegende Seiten sich in Farbe, Oberfläche und Lineatur gleichen, wo immer man das Buch öffnet. Dass der erste Bogen der Lage mit der Haarseite nach außen angeordnet ist, gilt als Merkmal von Codices aus dem Weströmischen Reich und lateinischen Codices generell, während Codices aus dem Oströmischen Reich, beispielsweise der Codex Sinaiticus, im Regelfall die Fleischseite des Pergaments auf der ersten und letzten Seite jeder Lage zeigen. Abweichungen von der Norm, dass eine Lage acht Pergamentblätter hatte, sind meist damit zu erklären, dass ein biblisches Buch endete und das nachfolgende auf der ersten Seite der neuen Lage begonnen wurde. Beispielsweise hat Lage 16 mit dem Ende des Buchs Deuteronomium nur vier Blätter, ebenso Lage 21 mit dem Ende des Buchs Rut. Lage 26 mit dem Ende des 1. Buchs der Königtümer (= 1. Buch Samuel) hat sechs Blätter, Lage 32 mit dem Ende des 4. Buchs der Königtümer (= 2. Buch der Könige) wurde auf zwei Blätter reduziert. Bei der neuzeitlichen Bindung des Codex wurden die Lagen aufgelöst, die Bögen geteilt und die einzelnen Blätter neu in Sechsergruppen (Ternionen) angeordnet.
Alle Lagen sind auf der jeweils ersten Seite mit griechischen Zahlzeichen nummeriert; daran waren mehrere Hände beteiligt. Außerdem wurden alle Blätter auf der Vorderseite in der oberen linken Ecke mit arabischen Ziffern nummeriert, die aber manchmal beim Buchbinden und durch nachträgliches Beschneiden der Blätter verloren gingen. Von der Hand des Londoner Bibliothekars Young (17. Jahrhundert) stammt die Nummerierung mit Tinte auf der Vorderseite jedes Blattes mittig am oberen Rand; außerdem gibt es eine mit Bleistift eingetragene Blattnummerierung in der rechten oberen Ecke, die wohl aus dem 19. Jahrhundert stammt. Letztere wird in diesem Artikel zur Bezeichnung der Folia verwendet.
Der Text ist in auf jeder Seite in zwei breiten, beiderseits mit senkrechten Linien abgegrenzten Kolumnen angeordnet. Meist weisen sie 50 oder 51 Zeilen auf, mindestens aber 46 und höchstens 52. Die Linierung wechselt; im Alten Testament wurde meist jede zweite Zeile liniert, im Neuen Testament zunächst jede Zeile, aber mit dem Beginn der 100. Lage (= MS Royal 1 D VIII fol. 95) wechselte der Schreiber (siehe unten), und ab jetzt wurde jede zweite Zeile liniert.

### Tinte
Der Haupttext des Codex Alexandrinus wurde mit der in der Antike üblichen sepia-braunen Tinte geschrieben, die im Lauf der Jahrhunderte verblasst ist und sich dabei teilweise gelblich, teilweise rötlich verfärbt hat. Tintenfraß deutet darauf hin, dass es sich um Eisengallustinte handelt. Besser erhalten ist die zum Rubrizieren verwendete rote Tinte. Sie hebt die ersten Zeilen biblischer Bücher hervor, die Psalmenüberschriften, die Überschriften in den Prophetenbüchern, die Kephalaia, den Eusebischen Apparat und die Ornamente am Schluss biblischer Bücher. Da durch Korrosion teilweise eine Schwarzfärbung eingetreten ist, enthält diese Tinte wahrscheinlich Mennige (Pb3O4).

### Bindung
Der Codex wurde nach seinem Eintreffen in London 1627 in vier Volumen neu gebunden. Die Buchdeckel waren mit feinem Ziegenleder bezogen. Auf der Vorderseite trugen sie das Wappen Karls I. Die Vorgehensweise des frühneuzeitlichen Buchbinders verursachte erhebliche Schäden am Manuskript. Die Folia wurden ohne Rücksicht auf Textverluste an allen vier Seiten beschnitten, wodurch nicht nur Überschriften am oberen Rand verloren gingen. Manchmal traf es auch die vom Londoner Bibliothekar Young gerade erst eingetragene Seitenzählung.
Im 19. Jahrhundert wurden die Einbände des 17. Jahrhunderts abgelöst. Um Foto-Faksimile-Editionen anfertigen zu können, war der Zugriff auf die einzelnen Blätter notwendig. Nach Abschluss der Fotoarbeiten wurde der Codex neu gebunden, die Einteilung in vier Teile behielt man bei.
Zwei modernen Neubindungen machen Aussagen über die Bindung des Codex Alexandrinus vor seiner Ankunft in England unsicher. Giovanni Mercati vermutete 1910, das der Alexandrinus zunächst in zwei Volumen (Band 1: Genesis bis 4. Makkabäerbuch, Band 2: Psalter bis Psalmen Salomos) gebunden war. Die Blätter, die sich am Anfang und am Ende dieser Teilbände befanden, sind besonders schlecht erhalten. Mercati führte für seine Vermutung außerdem eine Glosse in Minuskelschrift am Ende der Erzählung von Bel und dem Drachen an, der zufolge das Buch insgesamt 66 Lagen enthielt; dies kann sich niemals auf den ganzen Alexandrinus bezogen haben, der über 100 Lagen besaß; es passt aber halbwegs für den ersten Teilband. Für die Existenz zweier Teilbände spricht das aus dem 5. Jahrhundert stammende Inhaltsverzeichnis, das zwei ungleich lange Kolumnen aufweist: Genesis bis 4. Makkabäerbuch und Psalter bis Psalmen Salomos. Zu einem späteren Zeitpunkt, möglicherweise bei der Aufnahme in die Bibliothek des Patriarchen von Alexandria im frühen 14. Jahrhundert, wurden die beiden Volumen zu einem einbändigen Codex neu gebunden und eine durchlaufende Seitenzählung mit arabischen Ziffern eingetragen. Bei der Übergabe des Codex von Loukaris an Roe ist stets von einer Bibel und nicht von mehreren Teilbibeln die Rede.

## Schreiber und Korrektoren

### Bibelunziale
Am Codex Alexandrinus waren professionelle Schreiber tätig, die die gleiche Art der Majuskelschrift gelernt hatten. Zusammen mit den Codices Sinaiticus und Vaticanus ist der Alexandrinus ein Beispiel für die voll ausgebildete Bibelunziale, wie sie von Guglielmo Cavallo 1967 anhand dieser drei Codices beschrieben wurde. Ihre Hauptkennzeichen sind demnach:
- der Schriftwinkel (Winkel zwischen Schreibgerät und Beschreibstoff) beträgt 65 bis 75 Grad;
- die meisten Buchstaben lassen sich in ein Quadrat einzeichnen;
- es gibt horizontale Haarstriche und vertikale Schattenstriche;
- die Buchstaben Rho (Ρ) und Ypsilon (Υ) haben Unterlängen;
- die Buchstaben Phi (Φ) und Psi (Ψ) haben Ober- und Unterlängen;
- Zierelemente fehlen.

Frederic G. Kenyon zufolge ist die im Alexandrinus verwendete Schrift, verglichen mit Sinaiticus und Vaticanus, „schwerer und fester und zeigt weniger den Einfluß der Papyrusschrift“. Zusammen mit dem Seitenlayout (zwei Kolumnen) weise dies auf eine Entstehungszeit des Codex in der ersten Hälfte des 5. Jahrhunderts hin. Der Codex ist ohne Worttrennung (in Scriptio continua) geschrieben. Der Anfangsbuchstabe eines Abschnitts steht in größerer Schrift herausgerückt am linken Kolumnenrand; in den poetischen Schriften des Alten Testaments gibt es solche hervorgehobenen Initialen nicht. Am Zeilenende wurden die Buchstaben oft komprimiert.

### Schreiber des Alten Testaments

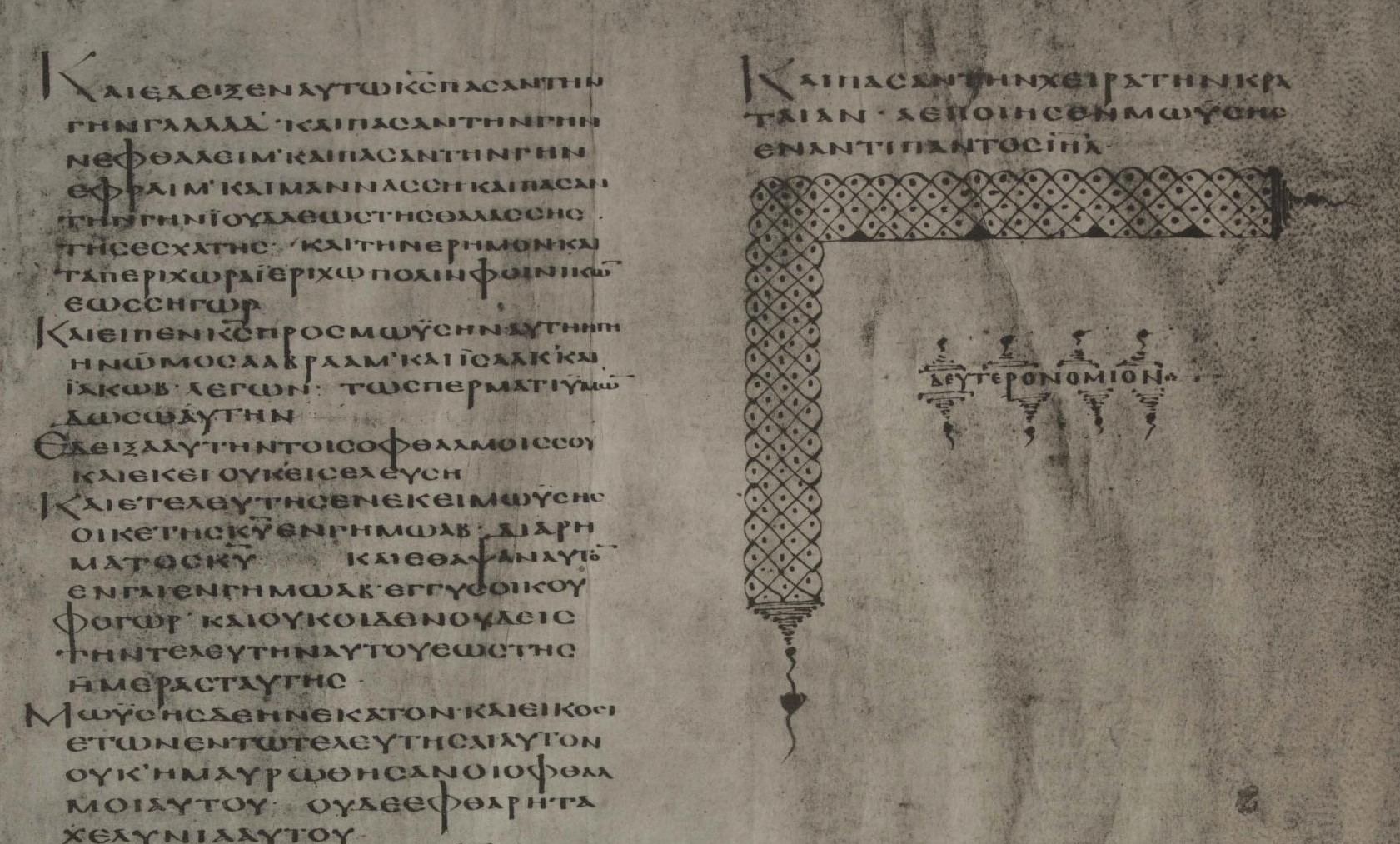
Ende des Buchs Deuteronomium, Schreiber I/A
(BL, MS Royal 1 D V, fol. 128 r.)

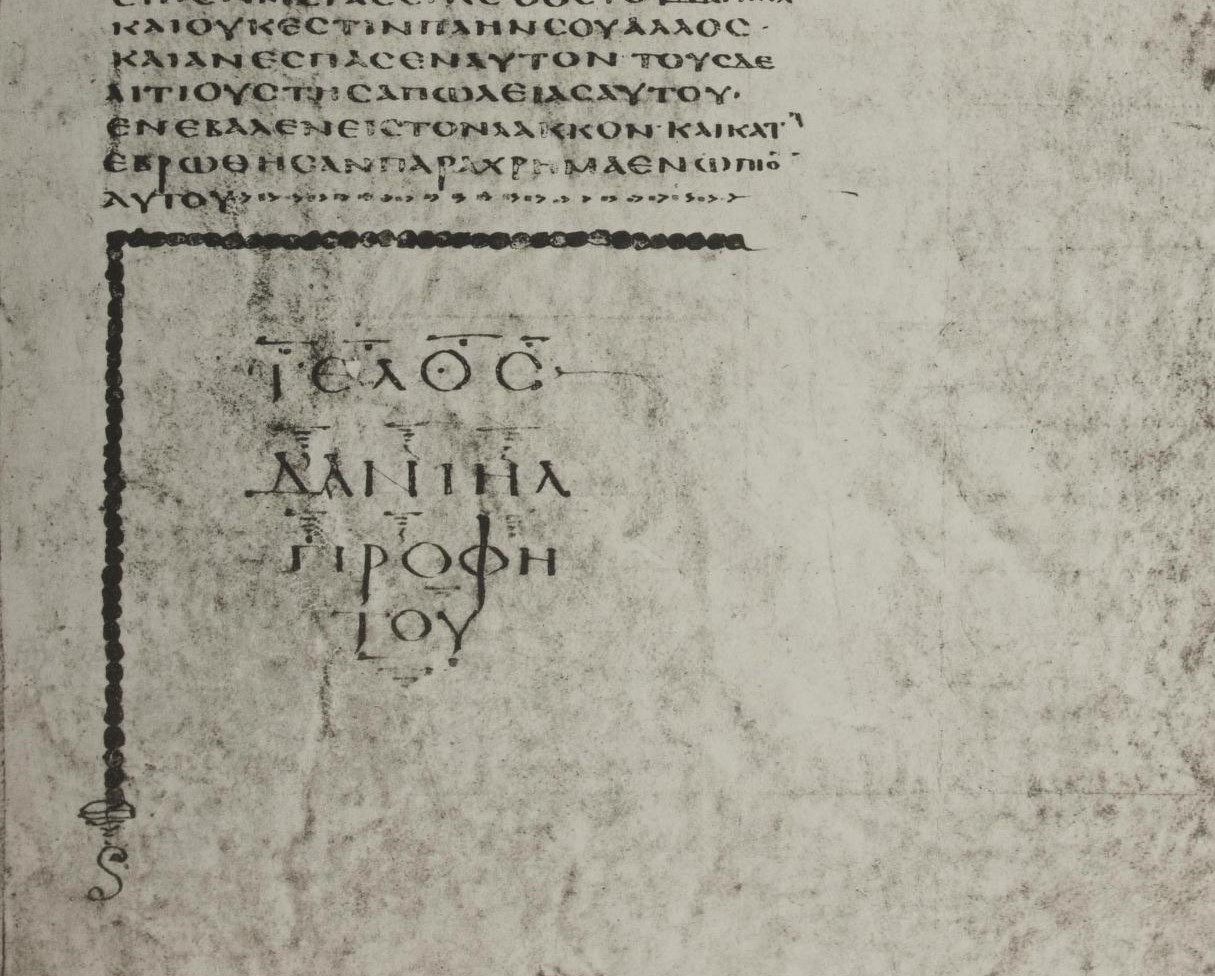
Ende des Buchs Daniel, Schreiber II/B
(BL, MS Royal 1 D VI, fol. 142 r.)

Die Forschung ist geteilter Meinung, wie viele Hände am Codex Alexandrinus beteiligt waren. Kenyon rechnete 1909 mit insgesamt fünf Schreibern I bis V, während Herbert J. M. Milne und Theodore C. Skeat 1938 annahmen, der gesamte Codex sei von nur zwei Schreibern A und B kopiert worden. Die Differenzen zeigen sich aber in der Zuordnung des neutestamentlichen Teils, während im Alten Testament zwischen Kenyon und Milne-Skeat Konsens besteht:
- Der erste Schreiber, von Kenyon bezeichnet als I, von Milne-Skeat als A, kopierte die Bücher Genesis bis Rut (= Oktateuch), die Prophetenbücher, Makkabäerbücher und eine Gruppe von poetischen Schriften (Ijob, Sprichwörter, Kohelet, Hoheslied, Weisheit, Jesus Sirach). Sein Schriftduktus ist relativ groß und weit ausgreifend,[23] auch Initialbuchstaben fallen oft recht groß aus. Den Beginn eines neuen Abschnitts markierte I/A vorzugsweise durch ein unbeschriebenes Intervall, ohne eine neue Zeile zu beginnen. Bei den Schlussvignetten biblischer Bücher zeigt I/A großen Variantenreichtum.[24]
- Der zweite Schreiber, von Kenyon bezeichnet als II, von Milne-Skeat als B, übernahm die vier Bücher der Königtümer, die beiden Chronikbücher, Ester, Tobit, Judit, die beiden Esdrasbücher sowie die Psalmen und Oden. II/B kennzeichnet eine vergleichsweise kleinere und kompaktere Schrift; auch seine Initialbuchstaben sind kleiner als die seines Kollegen. Auffällig ist seine Schreibung des Ypsilon (Υ) „mit einer weit geöffneten Gabel und viereckigen ‚Knubbeln‘ an den Extremitäten.“[25] Ein neuer Abschnitt beginnt bei II/B mit einer neuen Zeile. Die Verzierung der Buchabschlüsse ist bei ihm aus den stets gleichen Elementen, Pfeilspitzen und Spiralen, aufgebaut.[26]

### Schreiber des Neuen Testaments
Milne und Skeat nahmen an, dass Schreiber A das gesamte Neue Testament geschrieben habe und Schreiber B die Clemensbriefe. Dies fand allerdings wenig Zustimmung. Damit ist die ältere Zuordnung von Kenyon weiterhin im Gespräch, der im neutestamentlichen Teil des Codex Alexandrinus drei zuvor nicht in Erscheinung getretene Schreiber identifizierte, die er folgendermaßen beschrieb:
- Schreiber III kopierte die Evangelien nach Matthäus und Markus sowie die Kapitelübersicht (Kephalaia) des Lukasevangeliums. Im 1. Brief an die Korinther übernahm er ab der 100. Lage mit dem Text von 1 Kor 10,8b LUT und kopierte den Rest des Corpus Paulinum mitsamt Hebräerbrief. Die Schrift ähnelt I/A, ist aber etwas kompakter mit geringeren Zeilen- und Buchstabenabständen.[27]
- Schreiber IV war für die Evangelien nach Lukas und Johannes, die Apostelgeschichte, die Katholischen Briefe und den vorderen Teil des Corpus Paulinum bis 1 Kor 10,8a LUT zuständig. Im Gegensatz zu der von I/A verwendeten, flockenden Tinte kommt hier eine rötlich-braune Tinte zum Einsatz. Die Schrift ähnelt der von Schreiber I/A, doch ist der Duktus etwas ruhiger und leichter. Auffällig ist die Schreibung des Pi (Π) mit beiderseits deutlich verlängertem Querbalken.[28]
- Schreiber V kopierte die Johannesoffenbarung. Kenyon zufolge ähnelt seine Schrift jener des Schreibers II/B, ist aber etwas kleiner und gedrungener ohne die Besonderheiten des Ypsilon. Neue Abschnitte beginnen nicht mit einer neuen Zeile.[29]
- Ebenso wie Milne-Skeat wies Kenyon die beiden Clemensbriefe dem vor allem im Alten Testament eingesetzten Schreiber II/B zu.[30]

In einer ausführlichen paläographischen Untersuchung bestätigte William Andrew Smith 2014 Kenyons Unterscheidung der drei neutestamentlichen Schreiber, von ihm bezeichnet als NT-Schreiber I (= Kenyons Schreiber III), II (= Kenyons Schreiber IV) und III (= Kenyons Schreiber V). Die Clemensbriefe blieben bei Smith außer Betracht, da durch Applizierung chemischer Mittel auf diesen Blättern so erhebliche Schäden entstanden sind, dass Foto-Faksimile-Ausgaben nicht aussagekräftig sind.

### Coronidesund Schlussvignetten

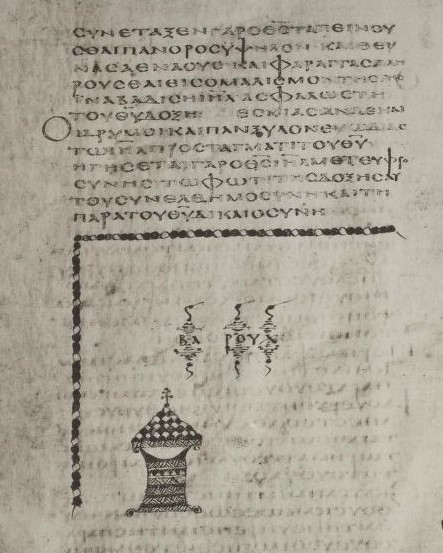
Ende des Buchs Baruch mit Schlussvignette: ein Weidenkorb voller Früchte, darauf ein Kreuz
(BL, MS Royal 1 D VI, fol. 92 v.)

Bis ins 15. Jahrhundert war es bei Codices Standard, den Titel als Kolophon unter den jeweiligen Text zu setzen; dies ist auch im Alexandrinus der Fall. Ähnlich wie in den Codices Sinaiticus und Vaticanus findet man am Ende biblischer Bücher, beispielsweise des Deuteronomiums oder des Buchs Daniel (Fotos) vielfach eine Coronis (zwei Zierlinien, die sich im rechten Winkel kreuzen) und den Titel des biblischen Buchs. Aber in elf Fällen weist der Alexandrinus als Besonderheit Schlussvignetten auf. Dabei handelt es sich um schlichte Federzeichnungen mit roter und sepia-brauner Tinte, die Vasen bzw. Amphoren, Pflanzen oder Körbe mit Früchten ohne Hintergrund oder Perspektive darstellen. Vergleichbare Motive finden sich in frühen koptischen und syrischen Manuskripten, sind aber letztlich im antiken Mittelmeerraum allgegenwärtig.

### Hilfen zur Benutzung des Codex

#### Inhaltsverzeichnis

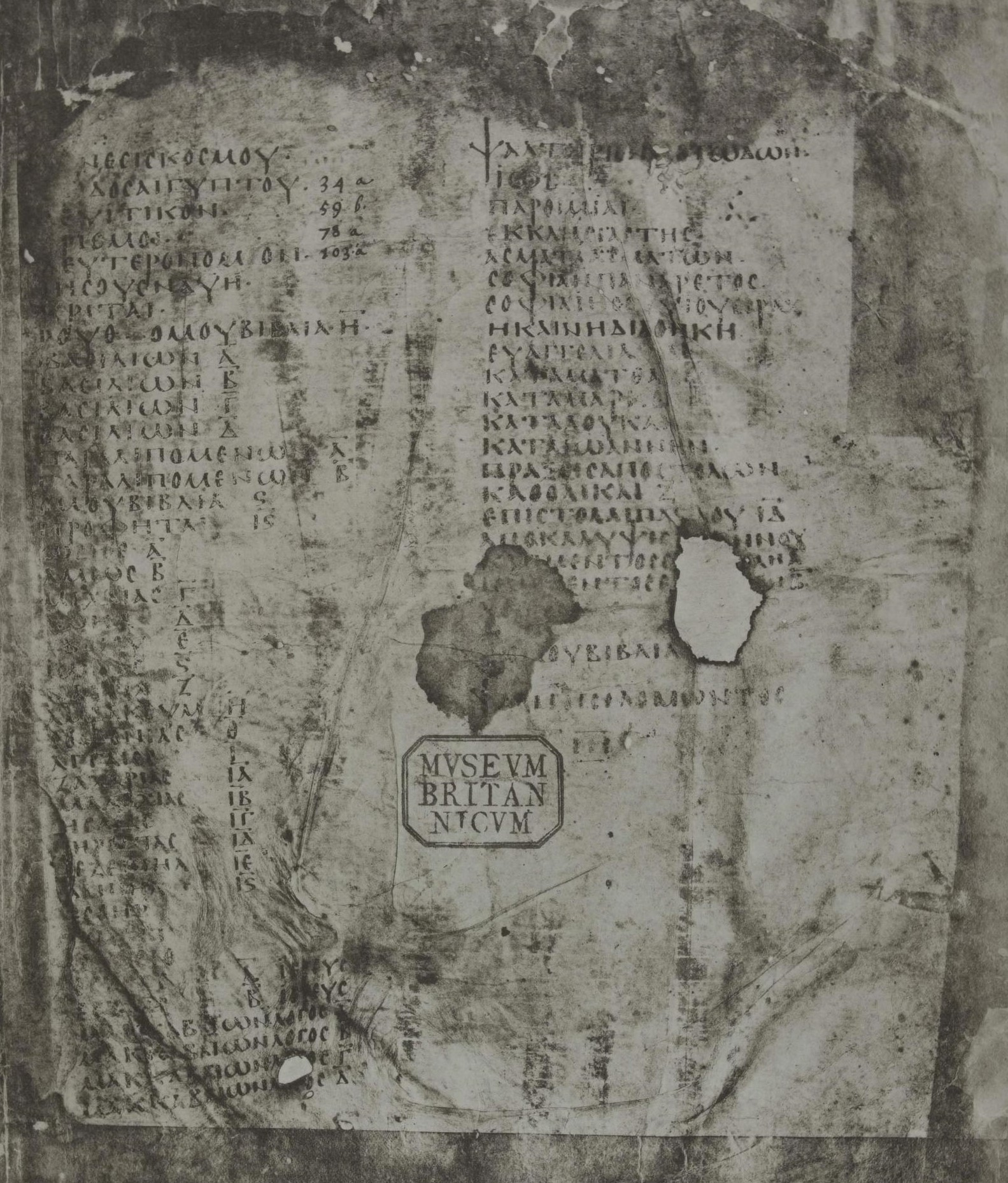
Inhaltsverzeichnis
(BL, MS Royal 1 D V, fol. 4 r.)

Am Beginn des Codex Alexandrinus liegt ein loses Blatt mit einem Inhaltsverzeichnis, das aufgrund paläographischer Kriterien als geringfügig jünger als der Haupttext des Codex gilt und demnach im 5. Jahrhundert erstellt wurde. In zwei Kolumnen, ohne Überschrift, listet es die biblischen Bücher und ordnet diese in Gruppen. Die erste Gruppe ist der Oktateuch (Bücher Genesis bis Rut), die nächste Gruppe bilden die vier Bücher der Königtümer zusammen mit den beiden Chronikbüchern. Darauf folgt die Gruppe der 16 Prophetenbücher, welche durchnummeriert werden. In dieser Aufzählung sind Baruch, Klagelieder und Brief des Jeremia nicht eigens genannt, wahrscheinlich, weil sie mit dem Buch Jeremia als eine Einheit (Jeremiaschriften) betrachtet wurden. Den Rest der ersten Kolumnen füllen ohne Einordnung in eine Gruppe: Ester, Tobit, Judit, zwei Esdrasbücher und vier Makkabäerbücher. Die zweite Kolumne beginnt mit den Psalmen und Oden, ohne die als Einleitung zum Psalter gebotenen Paratexte zu erwähnen. Ijob, Sprichwörter, Kohelet, Hoheslied, Weisheit und Jesus Sirach schließen sich an. Mit der Überschrift „Das neue Testament – 4 Evangelien“ folgt wieder eine Gruppe biblischer Schriften; die Evangelien werden namentlich genannt. Danach folgen die Apostelgeschichte und zwei Gruppen von Briefen: sieben Katholische Briefe und 14 Paulusbriefe. Nach der Johannesoffenbarung folgt der Erste und der Zweite Clemensbrief. Die nächste Zeile enthielt die Summe aller kanonischen Bücher (hier ist die Zahl durch eine Beschädigung des Manuskripts ausgefallen), und darunter, von diesen also abgesetzt, die Psalmen Salomos.

#### Beigaben zum Psalter

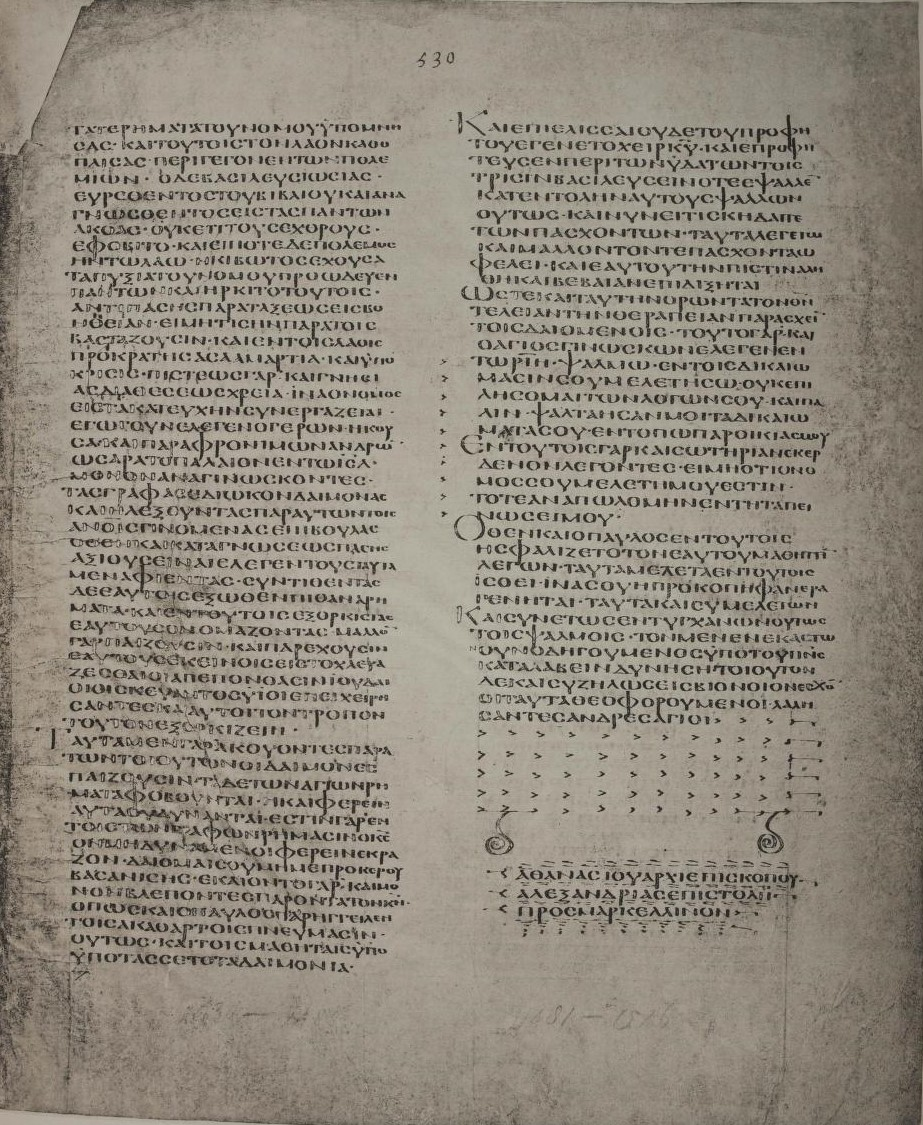
Ende des Briefs an Marcellinus
(BL, MS Royal 1 D VII, fol. 9 r.)

Der Psalter ist im Codex Alexandrinus von Beigaben gerahmt. Als Einleitung und Leseanleitung dient der Athanasius († 373) zugeschriebenen Brief an Marcellinus (MS Royal 1 D VII fol. 2 r – 9 r.). Der Adressat hatte während einer Krankheit die Psalmen studiert; Athanasius bekräftigte die besondere Bedeutung des Psalters und teilte ihm die Erkenntnisse eines anonymen alter Gelehrten, sozusagen das Traditionswissen, hierzu mit. Die Psalmen sollten demnach christologisch und heilsgeschichtlich verstanden werden. In den Psalmen sei das Wort Gottes präsent, und wer sie meditierend lese, erfahre dessen heilende Wirkung. Die frömmigkeitsgeschichtliche Bedeutung dieser Leseanweisung ist sehr groß und reicht bis in die Reformationszeit; ein frühes Beispiel für die Beliebtheit des Textes ist der Codex Alexandrinus.
Danach (MS Royal 1 D VII fol. 10 r – 11 v.) folgen im Codex Alexandrinus drei kürzere Prologtexte des Eusebius von Caesarea († 340):
- Einteilung des Psalters und der Psalmen (De divisione psalterii et psalmorum),
- Ordnung der Psalmen (De ordine psalmorum),
- Inhaltsangaben zu den Psalmen (Periochae).

De divisione und de ordine fasst der Alexandrinus unter der gemeinsamen Überschrift Hypothesis des Eusebius Pamphilou zusammen. Cordula Bandt vermutet, dass Eusebius selbst diese drei Texte als geeignetes Prologmaterial für einen Psalter zusammenstellte. Die Periochae sind ein Inhaltsverzeichnis der Psalmen 1 bis 150. Psalm 151 und die Oden sind, obwohl im Codex Alexandrinus enthalten, nicht erfasst. Bandt vermutet, dass die Periochae ursprünglich die Orientierung in Eusebius umfangreichem Psalterkommentar dienten, indem sie überschriftartig zusammenfassten, wie Eusebius den betreffenden Psalm verstand. In De divisione psalterii et psalmorum vertrat Eusebius den bei altkirchlichen Auslegern ungewöhnlichen Gedanken, dass nicht alle Psalmen von David stammten. Auch die übrigen, in der biblischen Psalmüberschrift jeweils genannten Psalmsänger hätten von Christus und der christlichen Heilsgeschichte prophezeit. In De ordine psalmorum erläuterte Eusebius, dass die Nummerierung der Psalmen im hebräischen Text nicht mit der Nummerierung im griechischen Text übereinstimmte. Die Psalmnummern seien nicht ursprünglich; eine theologische Bedeutung der Nummern, wie sie beispielsweise Origenes im Blick auf Psalm 50LXX vertreten hatte, dessen Inhalt er in Beziehung zum Jubeljahr (= dem 50. Jahr) brachte, lehnte Eusebius deshalb ab. Durch Untersuchung der Überschriften, die einen Bezug zur Biografie Davids herstellen, bewies Eusebius, dass die Psalmen auch nicht in einer chronologischen Reihenfolge angeordnet sind.
Im Anschluss an den Psalter bietet der Codex Alexandrinus 14 Oden mit folgenden Überschriften:
1. Erstes Loblied des Mose, Ex 15,1–19 LUT
2. Zweites Loblied des Mose, Dtn 32,1–43 LUT
3. Gebet der Hanna, 1 Sam 2,1–10 LUT
4. Gebet Jesajas, Jes 26,9–20 LUT
5. Jonasgebet, Jona 2,3–10 LUT
6. Gebet des Habakuk, Hab 3,2–19 LUT
7. Gebet des Hiskija, Jes 38,10–20 LUT
8. Gebet des Königs Manasse
9. Gebet des Asarja
10. Das Loblied der drei jungen Männer
11. Gebet Mariens, der Gottesgebärerin (Magnificat), Lk 1,46–55 LUT
12. Simeons Gebet, Lk 2,29–32 LUT
13. Gebet des Zacharias, Lk 1,68–79 LUT
14. Gebet der Morgenstunden.

Diese Zusammenstellung poetischer Texte aus dem Alten und Neuen Testament zum liturgischen Gebrauch ist ein „anthologisches Phänomen“, für das der Codex Alexandrinus der früheste Zeuge ist.

#### Beigaben zu den Evangelien

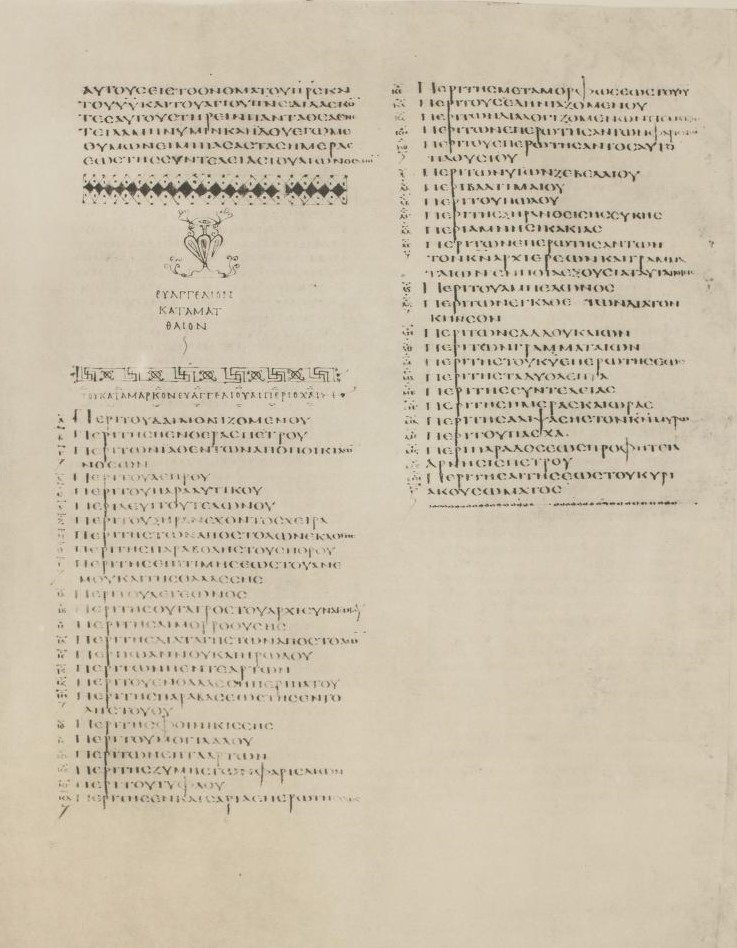
Ende des Matthäusevangeliums; Kephalaia des Markusevangeliums
(BL, MS Royal 1 D VIII, fol. 5 v.)

Der Codex Alexandrinus weist in den Evangelien eine Kapitelzählung auf, die von den Kapiteln heutiger Bibelausgaben abweicht. Die Codices Vaticanus (4. Jahrhundert) und Zakynthius (6. Jahrhundert) sind Beispiele für eine ältere, sehr kleinschrittige Kapiteleinteilung, die nie weitere Verbreitung erlangte; der Codex Alexandrinus hingegen ist der älteste Zeuge für eine Textgliederung, die dann in byzantinischen Evangelienhandschriften Standard wurde. In keinem Fall beginnt die Kapitelzählung am Anfang des jeweiligen Evangeliums, da antike Schreiber den Anfang eines Buchs routinemäßig als Proömium betrachteten.
Kurt und Barbara Aland nehmen an, dass es sich bei den Kephalaia des Alexandrinus um die Perikopen der gottesdienstlichen Evangelienlesung handelte. Gregory Goswell weist auf die sehr unterschiedliche Länge der so markierten Abschnitte hin, die gegen den liturgischen Vortrag spreche. Er sieht darin Sinneinheiten, die am Anfang jedes Evangeliums mit einer knappen Überschrift als Kephalaia gelistet wurden und in ähnlicher Formulierung am oberen Seitenrand als Titloi wieder begegnen, hier allerdings meist beim mechanischen Beschneiden der Blätter durch den neuzeitlichen Buchbinder verloren gingen. Mit Hilfe jüngerer Evangelienhandschriften lässt sich rekonstruieren, dass im Matthäusevangelium 68 Sinnabschnitte durchnummeriert wurden, im Markusevangelium 48, im Lukasevangelium 83, aber im Johannesevangelium nur 18.
Goswell sieht die Kephalaia im Codex Alexandrinus als Leseanweisung und befragt sie auf die dahinter stehende Textinterpretation. Sie stellte die Wunder Jesu heraus und ließ seine Lehren in den Hintergrund treten. Deshalb wurden im Johannesevangelium mit seinen langen Jesusreden so wenig Sinnabschnitte markiert. Der Konflikt zwischen Jesus und den Pharisäern, Schriftgelehrten und Sadduzäern interessierte mehr als die Themen, die zwischen ihnen strittig waren. Die Behandlung der Passion Jesu in den Kephalaia und Titloi stellt Goswell in eine ältere Predigttradition, die sich mehr für das positive und negative ethische Beispiel interessierte, das die Protagonisten jeweils bieten, als für die theologische Bedeutung des Sühnetods Jesu.
Ebenso wie im älteren Codex Sinaiticus sind im Evangelientext des Alexandrinus die Sektions- und Kanonziffern des Eusebischen Kanons am linken Kolumnenrand eingetragen, während das eigentliche Tafelwerk und die Erläuterungen des Eusebius (Epistola ad Carpianum) verloren sind. Beim Sinaiticus ist aber fraglich, ob Tafelwerk und Erläuterungen überhaupt geschrieben wurden oder ob das Skriptorium sein Konzept änderte und die Beigaben für den Leser unvollständig abbrach. Im Alexandrinus dagegen fehlen am Anfang des Neuen Testaments 25 Blätter; sie enthielten sehr wahrscheinlich das Tafelwerk mit Erläuterungen, die Kephalaia des Matthäusevangeliums und den Text dieses Evangeliums bis Mt 25,5 .

### Korrektoren
Der Codex Alexandrinus wurde ausgiebig korrigiert, insbesondere im Pentateuch, wo oft ganze Sätze gelöscht und neu geschrieben wurden. Die älteste Schicht von Korrekturen wurde im Skriptorium eingetragen und betrifft vor allem die Rechtschreibung. Kenyon identifizierte außerdem einen Hauptkorrektor Aa, der nicht viel später arbeitete und sich durch eine rundere und flüssigere Handschrift von den Schreibern des Codex unterschied. Von ihm stammen die umfangreicheren und auch inhaltlich wichtigeren Korrekturen. Einen Nebenkorrektor Ab nahm in kleiner und zarter Schrift zahlreiche geringfügigere Änderungen vor. Auf einigen verblichenen Seiten, besonders im Buch Genesis, wurden die Buchstaben von späterer Hand nachgezogen. Neuere Arbeiten zu den Korrektoren des Alexandrinus gibt es nicht, zumal die Foto-Faksimile-Editionen hinsichtlich der Korrekturen im Text nicht aussagekräftig sind.

## Inhalt
Die vier Bände, in denen der Codex heute vorliegt, haben folgenden Inhalt:
1. MS Royal 1 D V: Genesis, Exodus, Levitikus, Numeri, Deuteronomium, Josua, Richter, Rut, vier Bücher der Königtümer, zwei Bücher der Chronik.
2. MS Royal 1 D VI: Hosea, Amos, Micha, Joel, Obadja, Jona, Nahum, Habakuk, Zefanja, Haggai, Sacharja, Maleachi, Jesaja, Jeremia, Baruch, Klagelieder, Brief des Jeremia, Ezechiel, Daniel (Susanna, Bel und der Drache), Ester, Tobit, Judit, 1. und 2. Buch Esdras, vier Makkabäerbücher.
3. MS Royal 1 D VII: Beigaben zum Psalter (siehe oben); Psalter und Oden, Ijob, Sprichwörter, Kohelet, Hoheslied, Weisheit, Jesus Sirach.
4. MS Royal 1 D VIII: Matthäusevangelium, Markusevangelium, Lukasevangelium, Johannesevangelium; Apostelgeschichte; Jakobusbrief, 1. und 2. Petrusbrief, 1.-3. Johannesbrief, Judasbrief, Römerbrief, 1. und 2. Korintherbrief, Galaterbrief, Epheserbrief, Philipperbrief, Kolosserbrief, 1. und 2. Thessalonicherbrief, Hebräerbrief, 1. und 2. Timotheusbrief, Titusbrief, Philemonbrief, Johannesoffenbarung, 1. und 2. Clemensbrief.

### Altes Testament (Septuaginta)
Das Alte Testament ist nahezu vollständig erhalten. Zehn Blätter sind verloren. Infolgedessen gibt es eine kleinere Textlücke im 3. Buch der Königreiche (= 1 Kön 12,20  – 1 Kön 14,9 ) und eine größere Textlücke im Psalter (Psalm 49LXX, Vers 20 – Psalm 79LXX, Vers 10).

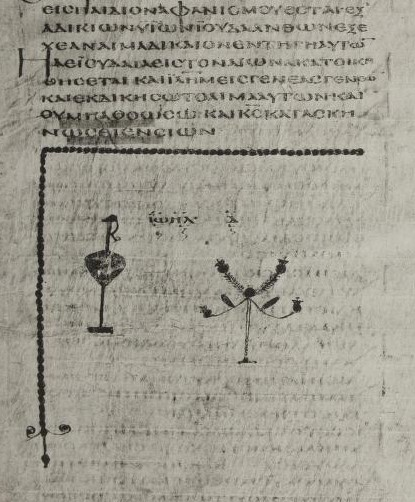
Ende des Buchs Joel mit Schlussvignetten: Vase und Granatapfelbaum
(BL, MS Royal 1 D VI, fol. 14 r.)

Der im Alexandrinus gebotene Text des Alten Testaments ist uneinheitlich. Im Buch Levitikus steht er dem Codex Vaticanus nahe. Im Buch Rut, den vier Büchern der Königtümer, dem Buch Ester und dem Buch Daniel ist der Text des Alexandrinus ein Zeuge für die hexaplarische Rezension, während der hexaplarische Einfluss bei den übrigen Prophetenbüchern geringer ist.
Beim Buch Genesis geht man davon aus, dass der Masoretische Text und die hebräische Vorlage der Septuaginta im Wesentlichen übereinstimmen. Während von der Septuaginta-Genesis im Codex Sinaiticus nur Fragmente erhalten sind und der alte Text des Codex Vaticanus erst mit Kapitel 46 beginnt, hat der Codex Alexandrinus einen fast vollständigen Genesis-Text, der allerdings zahlreiche Textkorrekturen aufweist. Oft bietet er „revisionsartige eigentümliche Lesarten,“ trotzdem ist der Alexandrinus „das beste Manuskript für Genesis.“
Die Codices Alexandrinus und Vaticanus sind die wichtigsten Textzeugen für das griechische Buch Josua. Die Handausgabe von Rahlfs/Hanhart druckt den Text beider Codices in den Kapiteln 15, 18 und 19 parallel. Der Text des Alexandrinus wird zusätzlich geboten, weil er Ergebnis einer frühen Redaktionsarbeit ist, welche den Septuaginta-Text anhand eines hebräischen Textes überprüfte, welcher älter ist als der Masoretische Text; diese Redaktionsarbeit ist teilweise früher anzusetzen als Origenes’ Hexapla.
Die kritische Textausgabe des Buchs der Richter von Rahlfs 1935 setzt voraus, dass dieses alttestamentliche Buch zweimal ins Griechische übersetzt wurde, und druckt deshalb einen A-Text und einen B-Text untereinander. Letzterer ist praktisch identisch mit dem Text des Codex Vaticanus; für den A-Text ist der Codex Alexandrinus der Hauptzeuge. (Rahlfs steht hier in einer Forschungstradition, die auf Johannes Ernst Grabe zurückgeht. Grabe vertrat 1705 eine Priorität des Alexandrinus im Richterbuch.) Der Text der Alexandrinus-Gruppe kommt wahrscheinlich dem ältesten erreichbaren Septuaginta-Text (Old Greek) näher. Die Textgeschichte des griechischen Richterbuchs erweist sich als sehr kompliziert, doch scheint am Anfang eine einmalige Übersetzung aus dem Hebräischen zu stehen. Eine künftige kritische Edition des Septuaginta-Richterbuchs wird deshalb „aller Wahrscheinlichkeit nach … als ein Haupttext erscheinen, der weder mit dem A- noch mit dem B-Text identisch sein wird, sondern das Ergebnis einer Stratifikation und eklektischen Rekonstruktion der gesamten Evidenz.“
Da die Makkabäerbücher im Codex Vaticanus fehlen, rückt der Codex Alexandrinus neben dem Codex Sinaiticus und dem Codex Venetus (8. Jahrhundert) zum Hauptzeugen für den Text des 1. Makkabäerbuchs auf. Diese drei Großhandschriften unterscheiden sich im Text nur wenig; eine gemeinsame griechische Vorlage wird angenommen. Das 2. Makkabäerbuch ist in den Majuskelcodices Alexandrinus und Venetus sowie mehreren Minuskelhandschriften enthalten – die kritische Textausgabe von Robert Hanhart (1959) stützt sich auf den Alexandrinus-Text und die Minuskeln 55, 347 und 771. Die Codices Alexandrinus und Venetus sind auch Grundlage für den kritischen Text des 3. Makkabäerbuchs; die Minuskeln sind hier von geringerer Bedeutung. Alfred Rahlfs’ Standardausgabe des 4. Buchs der Makkabäer bietet einen eklektischen Text nur auf Grundlage von Sinaiticus und Alexandrinus.

### Neues Testament
Im Neuen Testament fehlt ein Großteil des Matthäusevangeliums, dessen Text erst ab Mt 25,6  erhalten ist. Aufgrund der durchlaufenden arabischen Blattzählung nahm Young an, dass 25 Blätter verloren seien. Davon enthielten etwa 17 Blätter den Text des Matthäusevangeliums, und die übrigen Blätter enthielten wohl Paratexte wie die Tafeln des Eusebischen Kanons, eventuell Eusebius’ Brief an Carpianus und die Kephalaia des Matthäusevangeliums. Eine kleinere Textlücke weist das Johannesevangelium auf. Hier fehlen zwei Blätter, die den Text Joh 6,50  – Joh 8,52  enthielten. Benjamin Harris Cowper berechnete, dass die Perikope von Jesus und der Ehebrecherin (Joh 7,53  – Joh 8,11 ) wahrscheinlich nicht auf diesen nun fehlenden Seiten des Alexandrinus stand. Der byzantinische Text von Joh 6,50–8,52 ist nämlich zu lang, um in der Textlücke Platz zu finden, es sei denn, man zieht die Zeilen dieser Perikope ab. Vom 2. Brief des Paulus an die Korinther fehlen drei Blätter mit dem Text von 2 Kor 4,13  – 2 Kor 12,6 .

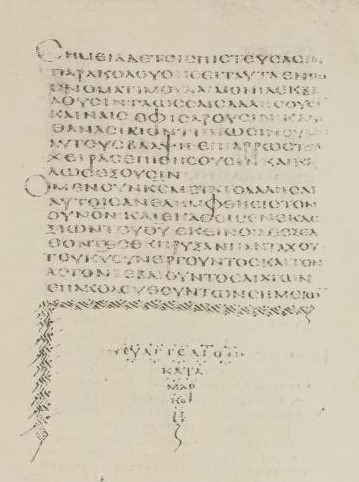
Ende des Markusevangeliums mit, gekreuzten Zierlinien (Coronis) und Buchtitel
(BL, MS Royal 1 D VIII, fol. 18 v.)

In den Evangelien kommt der Alexandrinus der byzantinischen Textform relativ nahe. Beispielsweise bietet er ebenso wie Codex Bezae und Codex Ephraemi Rescriptus (beide 5. Jahrhundert) den kanonischen Markusschluss (Mk 16,9–20 , Foto). Der Evangelientext des Alexandrinus weist aber viele individuelle Züge auf. In der Apostelgeschichte, den Paulusbriefen, Katholischen Briefen und der Offenbarung des Johannes bietet der Alexandrinus einen deutlich älteren Text, wieder mit vielen Eigenheiten. Die im Institut für Neutestamentliche Textforschung in Münster durchgeführten Testkollationen (1987–2005) ergaben, dass der Codex Alexandrinus mit keinem anderen Manuskript eng verwandt ist.
Für die Johannesoffenbarung ist der Codex Alexandrinus der wichtigste Textzeuge. Seit Johann Albrecht Bengel (Gnomon Novi Testamenti, 1742) gilt diese Hochschätzung des Alexandrinus-Textes konsensual, zumal der Codex Vaticanus für dieses biblische Buch ausfällt und der Codex Sinaiticus zahlreiche eigenwillige Sekundärlesarten enthält. Verglichen mit heutigen kritischen Textausgaben wie dem Novum Testamentum Graece (NT Graece) hat der Alexandrinus in der Johannesoffenbarung einen kürzeren Text, d. h. der Schreiber hat öfter und mehr Text ausgelassen als er hinzugefügt hat. Inhaltlich relevante Textänderungen des Alexandrinus sind verglichen mit dem Sinaiticus selten. Zwei betreffen die Christologie: In Offb 1,17  und Offb 2,5  bezeichnet er Christus nicht als den „Ersten“ (πρῶτος prỗtos), sondern als den „Erstgeborenen“ (πρωτότοκος prōtótokos). Vielleicht spiegelt sich hier die Weiterentwicklung der Christologie, oder der Schreiber ist beeinflusst vom Sprachgebrauch der Paulusbriefe. Anders gelagert ist der Fall in Offb 2,22 , wo Christus ankündigt, die falsche und ehebrecherische Prophetin von Thyateira nicht etwa „aufs Bett“ (εἰς κλίνην eis klínēn), sondern „ins Gefängnis“ (εἰς φυλακήν eis phylakḗn) zu werfen. Auch andere Textzeugen änderten hier in verschiedener Weise und zeigen so, dass die ursprüngliche Formulierung als heikel empfunden wurde. Die Bevorzugung des Alexandrinus für den Text der Johannesoffenbarung führt dazu, dass Sonder- und Singulärlesarten dieses Textzeugen „gegen den Rest der Überlieferung favorisiert“ werden; das spiegelt sich auch noch in der 28. Auflage des NT Graece (2012).

### Frühchristliche Literatur
Zwei der vier Vollbibeln des 4./5. Jahrhunderts enthalten zusätzlich zum Neuen Testament Schriften, die heute zur Gruppe der Apostolischen Väter gerechnet werden: Barnabasbrief und Hirte des Hermas im Codex Sinaiticus, 1. und 2. Clemensbrief im Codex Alexandrinus. Oft wird angenommen, dass diese Schriften von den Kreisen, die hinter der Herstellung dieser Codices standen, auch als kanonisch betrachtet wurden. Die Gegenposition vertritt beispielsweise Bruce Metzger: Sie seien dort nur ein Anhang zum Neuen Testament.
Autoren der Alten Kirche erwähnten und zitierten mehrfach den 1. Clemensbrief, aber erst durch den Codex Alexandrinus wurde den Gelehrten des 17. Jahrhunderts sein Text bekannt. Das erregte Aufsehen. Der Alexandrinus hat einige kleinere Textlücken, und es fehlt ein Blatt mit dem Text 1 Clem 57,7–63,2. Der komplette griechische Text des 1. Clemensbriefs wurde erst durch den 1056 geschriebenen Minuskelcodex Hierosolymitanus graecus 54 bekannt, den Philotheos Bryennios im Jahr 1875 veröffentlichte.
Auch für den 2. Clemensbrief ist der Alexandrinus der älteste Textzeuge, er bricht allerdings mit 2 Clem 12,5 ab. Den kompletten Text bietet wieder der Codex Hierosolymitanus graecus 54 aus dem 11. Jahrhundert.

## Provenienz

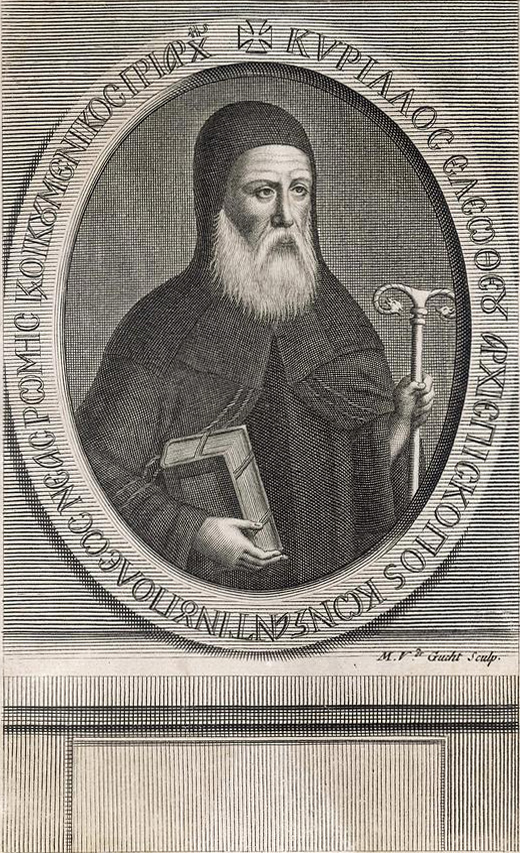
Kyrillos Loukaris

Kyrillos Loukaris war seit 1601 Patriarch von Alexandria und wurde 1620 zum Ökumenischen Patriarchen erhoben. Sein Anspruch auf den Patriarchensitz von Konstantinopel war allerdings umstritten. Sein Konkurrent Kyrillos Kontares wurde von der römisch-katholischen Kirche unterstützt. Loukaris brauchte deshalb diplomatische Unterstützung protestantischer Staaten. Der englische Botschafter in Konstantinopel, Thomas Roe, übte auf Loukaris Druck aus, als Gegenleistung alte Bücher und Kunstwerke nach England zu schicken. Loukaris wählte dafür unter anderem den Codex Alexandrinus aus, der eigentlich König Jakob I. zugedacht war. Dessen Tod 1625 verzögerte die Schenkung um mehrere Jahre. Am Neujahrstag 1627 übergab Loukaris den Codex Alexandrinus dem Botschafter als Geschenk für König Karl I. Roe schätzte den Codex nicht besonders hoch ein. Im Februar 1626 schrieb er dem Erzbischof von Canterbury: „Welchen Wert er haben mag, geht über mein Verständnis, er [= Loukaris] hat eine hohe Meinung davon und hält ihn für die größte Antiquität der griechischen Kirche. Die Schrift ist sehr schön; die Buchstaben sind von einer Art, die ich noch nie gesehen habe. [Die Bibel] ist vollständig, abgesehen vom Anfang des Matthäusevangeliums. Er bestätigt eigenhändig, dass sie von der Jungfrau Thekla geschrieben worden sei …, einer frommen gelehrten jungen Frau, die in Asien Opfer der Verfolgung wurde, und der Gregor von Nazianz viele Briefe geschrieben hat. … Das Buch ist sehr groß und sieht wirklich alt aus. Ich zweifle nicht, dass Seine Majestät es wertschätzen wird wegen der Hand, die es geschenkt hat.“
In London nahm der königliche Bibliothekar Patrick Young den Codex in Empfang; er veranlasste wahrscheinlich auch, dass er neu in vier Volumen gebunden wurde. Von Youngs Hand stammen die Paginierung, die Einfügung der modernen Kapitelzählung und weitere Anmerkungen. Im Englischen Bürgerkrieg legte Young sein Amt nieder und erhielt die Erlaubnis, einige Bücher in Verwahrung zu nehmen, darunter den Codex Alexandrinus. Nach Youngs Tod 1652 scheint der Alexandrinus gut ein Jahrzehnt in Familienbesitz geblieben zu sein; das Datum der Rückgabe an die Royal Library ist unbekannt.
Richard Bentley trat 1694 sein Amt als Königlichen Bibliothekar an. Er befasste sich mit der Textkritik des Neuen Testaments und hielt den Codex Alexandrinus für dessen wertvollste Handschrift. Als die im Ashburnham House aufgestellte Privatbibliothek des Königs 1731 in Brand geriet, rettete Bentley eigenhändig den Codex Alexandrinus aus den Flammen. Nach Gründung des Britischen Museums 1753 wurden die Bestände der Königlichen Bibliothek dorthin überführt. Der Codex Alexandrinus wurde in einem Schaukasten der dortigen Handschriftenabteilung ausgestellt, bis die British Library 1973 nach St. Pancras umzog.

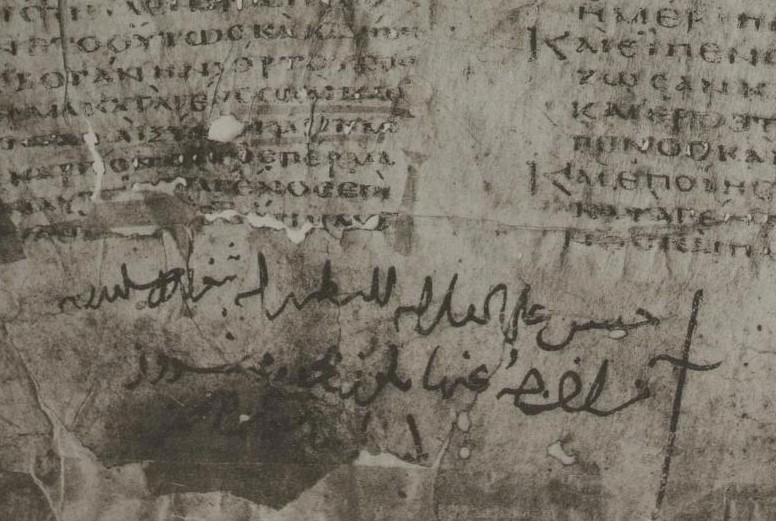
Arabische Glosse am Anfang des Buchs Genesis
(BL, MS Royal 1 D V, fol. 5 r.)

Bevor Loukaris ihn in seinem Besitz hatte, befand sich der Codex in der Bibliothek des Patriarchen von Alexandria – daher der Name, unter dem er seit dem 17. Jahrhundert (Londoner Polyglotte 1657) bekannt ist. Diese war am Amtssitz des Patriarchen in Kairo (nicht in Alexandria) aufgestellt. Seit wann der Codex zum Bestand dieser Bibliothek gehörte, ist unsicher. Wenig aussagekräftig ist eine lateinische Notiz auf einem losen Blatt am Beginn des Codex; demnach erhielt die Kammer des Patriarchen den Codex im Jahr 1098. Dieser Eintrag wird einhellig ins 17./18. Jahrhundert datiert; die Handschrift lässt sich wahrscheinlich Bentley zuweisen. Wie Bentley auf die Jahreszahl 1098 kam, ist unbekannt. Auf dieser Notiz beruht die in Lehrbüchern zu findende Information, der Codex Alexandrinus sei „seit dem 11. Jahrhundert in der Bibliothek des Patriarchen von Alexandria nachweisbar.“
Einer arabischen Marginalglosse auf der ersten Seite des Buchs Genesis zufolge war der Codex eine unveräußerliche Stiftung (waqf) „der Kammer des Patriarchen in der Festung Alexandria“. A. S. Fulton datierte sie paläographisch ins 13./14. Jahrhundert. Der Schreiber bezeichnete sich selbst als „der demütige Athanasios“ und wurde versuchsweise mit dem Patriarchen Athanasios III. von Alexandria identifiziert. In der Bibliothek des orthodoxen Patriarchats von Alexandria befinden sich zwei Handschriften, in die ein griechischer Besitzvermerk „des demütigen Athanasios, des Erzbischofs von Alexandria“ eingetragen wurde. Das macht wahrscheinlich, dass Athanasios III. seine Bücher in dieser Weise zu kennzeichnen pflegte. Theodore C. Skeat wies auf die langen Aufenthalte des Athanasios in Konstantinopel hin und schloss daraus, dass der Codex Alexandrinus von Athanasios in Konstantinopel erworben und zwischen 1308 und 1316 nach Ägypten gebracht worden sei. Scot McKendrik fand einen vergleichbaren arabischen Besitzvermerk „des demütigen Athanasios“ in einem mittelalterlichen griechischen Psalmenkommentar, welcher der Bibliothek des alexandrinischen Patriarchats geschenkt worden war; Loukaris hatte diesen Psalmenkommentar an Roe ausgehändigt. Das stärkt die Wahrscheinlichkeit, dass Loukaris auf die Bestände der Bibliothek des Alexandriner Patriarchats zugriff, um Roe mit alten Manuskripten beliefern zu können. Eine Sammelhandschrift der Griechischen Nationalbibliothek (EBE MS 1896) enthält Manuskripte, die im frühen 17. Jahrhundert in dem Kreis um den Patriarchen Kyrillos Loukaris geschrieben wurden, darunter (fol. 205–223) eine Abschrift des Ersten Clemensbriefs aus dem Codex Alexandrinus.

## Publikation
Der im Codex Alexandrinus enthaltene griechische Text der beiden Clemensbriefe war eine wissenschaftliche Sensation. Patrick Young druckte ihn 1633 mit einer lateinischen Übersetzung. Young zog den Alexandrinus-Text auch für seine Edition der Katenen zum Buch Ijob heran. Er plante eine Quasi-Faksimile-Edition des ganzen Codex, konnte das aber nicht in die Tat umsetzen. 1657 erschien lediglich ein Holzschnitt in Brian Waltons Londoner Polyglotte, der dem Publikum einen Eindruck von der Majuskelschrift des Codex Alexandrinus geben sollte. 

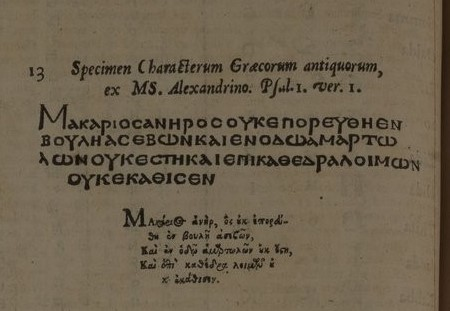
Beginn von Psalm 1 im Codex Alexandrinus, Illustration der Londoner Polyglotte (1657)

Transkriptionen von Teilen des Codex Alexandrinus erschienen 1678 (Psalter), 1707 (Neues Testament) und 1720 (Altes Testament).
In den 1780er Jahren erschienen Quasi-Faksimile-Editionen historischer Manuskripte. Carl Gottfried Woide, Bibliothekar des British Museums, erarbeitete zusammen mit dem Drucker John Nichols eine Edition des neutestamentlichen Textes des Alexandrinus (Novum Testamentum Graecum e Codice Ms. Alexandrino, 1786).
In der zweiten Hälfte des 19. Jahrhunderts wurde mit Foto-Faksimile-Editionen ein neuer Qualitätsstandard erreicht. Bereits 1856 fotografierte Roger Fenton der beiden Clemensbriefe. Dafür brauchte er Tageslicht, und die Blätter mussten zuvor geglättet werden. Fürs Fotografieren fixierte er sie dann an der Außenwand der Bibliothek. 1879–1880 wurden alle Folia für die große, von Edward Maunde Thompson herausgegebene Faksimile-Edition des Alexandrinus fotografiert.

## Forschungsgeschichte
In der Frühen Neuzeit erschienen die ersten Drucke des griechischen Neuen Testaments, die auf der Grundlage von byzantinischen Minuskelhandschriften erstellt worden waren. Diese Textform wird als Textus receptus bezeichnet. Bereits im 16. Jahrhundert waren einige Majuskelhandschriften bekannt, doch irritierte deren Text zunächst mehr, als dass er genutzt worden wäre. Théodore de Bèze, der Genfer Reformator, besaß die Codices Bezae und Claromontanus, zog sie aber nur gelegentlich für das von ihm 1575 edierte griechische Neue Testament heran. Für die Schriftbeweise in den kontroverstheologischen Auseinandersetzungen seiner Zeit waren abweichende Lesarten in alten griechischen Bibelmanuskripten unbrauchbar. Der Textus receptus, meist in der Druckausgabe von Faber Stapulensis (1550), blieb der protestantische Bezugstext des Konfessionellen Zeitalters. Brian Walton druckte in der Londoner Polyglottbibel (1655–1657) diese Textfassung ab und verzeichnete im Apparat die abweichenden Lesungen von 16 Manuskripten, darunter die Codices Bezae, Claromontanus und Alexandrinus. Die Ausgabe konnte auch wegen zahlreicher Lese- und Druckfehler nicht überzeugen. John Fell nutzte für seine Edition des griechischen Neuen Testaments (1675) vergleichsweise bessere Kollationen. Da die Zeugen für den Haupttext nicht geboten wurden, sondern nur die Varianten, war der Codex Bezae in Fells Apparat allgegenwärtig. Der Alexandrinus trat im Text der Evangelien kaum in Erscheinung, da er hier einen dem Textus receptus ähnlichen Text hat. Ein Problem bei Waltons, Fells und ähnlichen Editionen war die unklare Herkunft des immer anwachsenden Variantenmaterials; sie stammten teils aus Kollationen anderer Gelehrter, teils aus Druckausgaben, immer mit Fehlerrisiko. Im 18. Jahrhundert wurde es zum neuen Qualitätsstandard, die Lesung direkt am Manuskript nachzuprüfen – und nun kam der Vorteil des Alexandrinus voll zum Tragen, denn er war in London sehr gut zugänglich. John Mill kollationierte ihn 1707 eigenhändig für sein griechisches Neues Testament. Gerade dass der Alexandrinus in den Evangelien mit dem Textus receptus weitgehend übereinstimmte, ließ ihn vertrauenswürdig erscheinen.

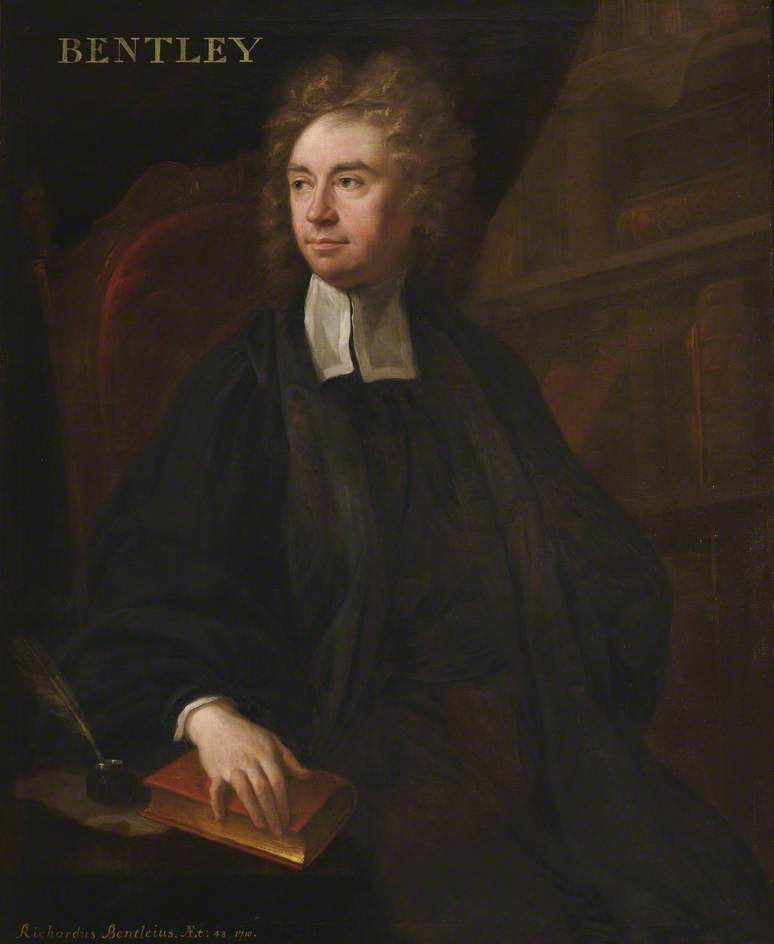
Richard Bentley

Richard Bentley (1662–1742) hielt es für möglich, das griechische Neue Testament in der Textfassung des 4. Jahrhunderts zu rekonstruieren und damit einen besseren Text vorzulegen, als der „katholische Papst“ (die lateinische Vulgata Sixto-Clementina) und der „protestantische Papst“ (der griechische Textus receptus des Faber Stapulensis) boten. Da Hieronymus für seine Vulgata nach eigenen Angaben die besten griechischen Handschriften ausgewertet hatte, sei es lediglich notwendig, durch Vergleich des Alexandrinus und weiterer griechischer Majuskelhandschriften und der frühesten erreichbaren Vulgata-Texte diesen von Hieronymus benutzten griechischen Text zu ermitteln. Bentley kollationierte eigenhändig die Codices Alexandrinus und Bezae; Johann Jakob Wettstein kollationierte in seinem Auftrag rund dreißig weitere Handschriften. Durch zusätzliche Mitarbeiter, die für ihn kollationierten, und Handschriftenankäufe verschaffte sich Bentley eine größere und solidere Kenntnis früher griechischer Bibelmanuskripte als irgendjemand sie vor ihm gehabt hatte. Wettstein war mittlerweile in Paris und sandte 1716 an Bentley etwa 200 Lesarten des Codex Ephraemi Rescriptus. Dieser Palimpsest des 5. Jahrhunderts war ohne die im 19. Jahrhundert gebrauchten chemischen Hilfsmittel nur sehr eingeschränkt lesbar. Dass die von Wettstein mitgeteilten Lesarten des Codex Ephraemi meist mit dem Alexandrinus übereinstimmten, machte starken Eindruck auf Bentley. „Unser edler Alexandrinus“ (so Bentleys Formulierung in einem Brief an den Erzbischof von Canterbury) stieg immer weiter in seiner Wertschätzung. Mehrmals hatte Bentley versucht, Kollationen des Codex Vaticanus zu erhalten; schließlich beauftragte er den Abbé Rulotta, der ihm seine Ergebnisse 1729 mitteilte. Sie widersprachen dem, was Bentley erwartet hatte. Der Codex Alexandrinus stand demnach dem lateinischen Text näher als der Codex Vaticanus; Bentleys auf die Überlegenheit des Alexandrinus gegründetes Handschriftenstemma war falsifiziert. Zu einem Neubeginn fühlte sich Bentley nicht mehr imstande. Der mit großem Aufwand gestartete Versuch, den Text des griechischen Neuen Testaments so zu rekonstruieren, wie er im 4. Jahrhundert vorlag, war damit gescheitert.
Im Jahr 1729 wurde Wettstein in Basel der Prozess gemacht. Seine Rechtgläubigkeit wurde bezweifelt, weil er bei sechs Bibelstellen der abweichenden Lesart des Codex Alexandrinus gegen den Textus receptus folgte – und das waren Verse, die in ihrer Textus-receptus-Formulierung eine lange Tradition als Schriftbeweise für die Trinitätslehre und die Christologie hatten: 1 Joh 5,7–8  (das Comma Johanneum), Apg 20,28 , 1 Kor 10,9 , 1 Tim 3,16 , Jud ,4  und Hebr 1,3 . Wettsteins Ankläger verdächtigten ihn, Arianer und Sozinianer zu sein; womöglich habe er den Codex Alexandrinus eigenhändig verfälscht, um seine häretischen Ansichten dort einzutragen. Das Komitee der Basler Theologen dankte Gott dafür, dass es den Textus receptus gab.
Johann Albrecht Bengel (1687–1752) ordnete die ihm bekannten Manuskripte des Neuen Testaments zu Textfamilien. Er unterschied in innovativer Weise eine „afrikanische“ und eine „asiatische“ (= byzantinische) Textfamilie. In der afrikanischen Textfamilie stand der von Bengel sehr hoch bewertete Codex Alexandrinus fast allein, da die afrikanischen Manuskripte meist zerstört worden seien. Jedoch gehörten auch die äthiopischen, koptischen und lateinischen Übersetzungen dieser Textfamilie an. Die überaus zahlreichen Manuskripte der asiatischen Textfamilie seien dagegen geringer zu bewerten.
Johann Jakob Griesbach (1745–1812) gab 1775–1777 ein griechisches Neues Testament heraus, das (erstmals im deutschen Sprachraum) den Textus receptus durch einen nach philologischen Prinzipien festgestellten Text ersetzte. 1796–1806 erschien es in zweiter Auflage; die Zahl der bekannten Textzeugen hatte sich in der Zwischenzeit verdoppelt. Griesbach ordnete sie in drei Rezensionen:
- die alexandrinische Rezension, die von Origenes genutzt wurde,
- die westliche Rezension, die von Tertullian und Cyprian von Karthago genutzt wurde, und
- die jüngere konstantinopolitanische Rezension, die vom Patriarchat Konstantinopel aus dann sehr weit verbreitet wurde. Den Text des Codex Alexandrinus ordnete er dieser Rezension zu.[89]

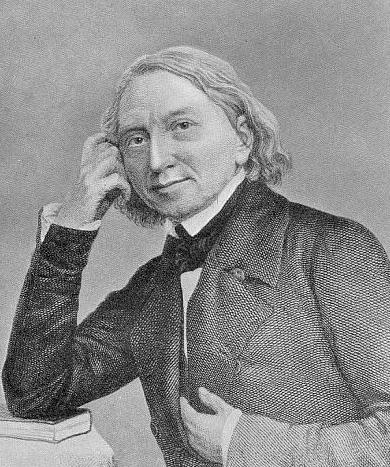
Karl Lachmann

Karl Lachmanns griechisches Neues Testament von 1831 verabschiedete sich dann klar und entschieden vom Textus receptus zugunsten eines philologisch ermittelten Textes. Irritierenderweise erschien diese Edition ohne Einleitung oder Beigaben, in denen Lachmann sein Vorgehen erklärt hätte; diese Informationen bot ein 1830 erschienener Artikel in den Theologischen Studien und Kritiken. Demnach unterschied Lachmann orientalische und westliche Handschriften. Zu den orientalischen Handschriften rechnete er den Alexandrinus (A) und, soweit zu seiner Zeit bekannt, den Vaticanus (B). Lachmann schrieb, dass er seine textkritischen Entscheidungen oft auf einer schmalen Materialbasis treffen musste, denn nicht einmal Alexandrinus und Vaticanus ließen sich wegen der Textverluste beider Codices durchgängig vergleichen: „In einem großen Theile des Matthäus und im zweiten Briefe an die Korinther 4,13 – 12,6 sind wir von orientalischen Handschriften einzig auf B beschränkt, und von Hebr 9,14 an (also in den Hirtenbriefen und der Offenbarung durchaus) einzig auf A, wo uns nicht das immer seltne und oft unsichere Zeugnis von C [= Codex Ephraemi Rescriptus] zu Hülfe kommt.“
Nachdem die Codices Sinaiticus und Vaticanus durch Tischendorfs Editionen 1862 und 1866 erschlossen worden waren, sank die Bedeutung des Alexandrinus für den Text des griechischen Neuen Testaments erheblich. Scrivener formulierte es so: Der Text des Alexandrinus „ist besonders in den Evangelien dem Text viel jüngerer Handschriften viel ähnlicher als irgendein Manuskript, das ihm an Alter gleichkommt. Deshalb unterscheidet er sich immer wieder von den Codices Sinaiticus (א) und Vaticanus (B), sowohl in seiner Charakteristik als auch in den besonders kennzeichnenden varianten Lesarten. Da er offensichtlich einen ganz anderen Ursprung hat als diese beiden einander nahestehenden Textzeugen, verleiht seine Übereinstimmung mit einem von ihnen oder beiden einer Lesart besonderes Gewicht. Wo seine Lesart unter den alten Textzeugen ziemlich allein dasteht, kann man sie bis auf wenige Ausnahmen getrost vernachlässigen.“
Westcott und Hort urteilten 1896: „Der Text des Alexandrinus (A) steht in deutlichem Kontrast sowohl zum Vaticanus (B) als auch zum Sinaiticus (א), obwohl der zeitliche Abstand vielleicht gering ist. Dieser Kontrast ist am stärksten ausgeprägt in den Evangelien, wo A einen von Grund auf syrischen [= byzantinischen] Text hat, manchmal gemischt mit vor-syrischen, und dann meist westlichen Lesarten. … In der Apostelgeschichte und den Briefen sind die alexandrinischen zahlreicher als die westlichen Lesarten. In allen Büchern außer den Evangelien, und besonders in der Offenbarung, gibt es viele vor-syrische Lesarten. … Sowohl in den Evangelien als auch im übrigen Neuen Textament bietet A, den Kirchenväterzitaten nach zu urteilen, den im 4. Jahrhundert am weitesten verbreiteten Text. Das gilt sogar für den Text in den Evangelien, der sich sehr wahrscheinlich vom Rest deshalb unterscheidet, weil für verschiedene Büchergruppen zufällig verschiedene Vorlagen abgeschrieben wurden. Das entspricht aber einem Unterschied auf einer höheren Ebene, denn anscheinend wurde der syrische [= byzantinische] Text in den Evangelien früher populär als im Rest des Neuen Testaments.“
Dass der Alexandrinus-Text der Evangelien zum byzantinischen Texttyp gehört, der Alexandrinus-Text der Apostelgeschichte, der Briefe und der Offenbarung aber zum alexandrinischen Texttyp, ist im 20. Jahrhundert Konsens und wird wie bei Westcott-Hort damit erklärt, dass im Skriptorium ab Beginn der Apostelgeschichte eine andere Vorlage genutzt wurde.
Silvia Tipple Lake arbeitete 1934 heraus, dass der Text des Markusevangeliums im Codex Alexandrinus einer Subgruppe des byzantinischen Textes nahesteht, deren Hauptvertreter der Codex Petropolitanus (Unzial 041, 9. Jahrhundert) ist. Die Mitglieder dieser „Familie Π“ stammen aber nicht vom Alexandrinus ab. Die Nähe des Alexandrinus zu dieser Subgruppe wurde in mehreren Arbeiten der 1960er Jahre auch für die anderen Evangelien bestätigt.

## Konservierung und Digitalisierung
Das internationale Codex Sinaiticus Project erarbeitete seit 2006 eine umfassende kodikologische und paläographische Beschreibung sowie eine vollständige Transkription des Codex Sinaiticus. Seit 2009 stehen alle bekannten Teile dieses Codex digitalisiert in hoher Qualität zusammen mit diesen Informationen im Internet zur Verfügung. Danach stand die auch Digitalisierung des Neuen Testaments im zweiten spätantiken Bibelcodex der British Library an. Haupthindernis dabei war, dass der Buchrücken durch Lagen von festem Papier und weichem Material bei der Neubindung des 19./20. Jahrhunderts so sehr verstärkt worden war, dass das Buch sich nur eingeschränkt öffnen ließ. Deshalb war eine Neubindung notwendig. Danach erfolgte die Bilddatenerfassung des neutestamentlichen Teils des Codex Alexandrinus, und 2012 wurde dieser der Sammlung digitalisierter Manuskripte der British Library hinzugefügt. Im Oktober 2023 wurde die British Library Opfer einer Cyberattacke. Seitdem sind große Teile ihres Online-Angebots nicht mehr zugänglich. Unter den davon betroffenen digitalisierten Manuskripten ist auch der Codex Alexandrinus.

### Textausgaben
- Benjamin Harris Cowper (Hrsg.): Codex Alexandrinus. Η Καινη Διαθηκη. Novum Testamentum Graece, a C. G. Woide olim descriptum Williams & Norgate, London 1860. Digitalisat im Internet Archive
- Edward Maunde Thompson: Facsimile of the Codex Alexandrinus. Trustees of the British Museum, London 1879–1883. (Digitalisat aller vier Bände)
  - Band 1: Genesis – 2 Chronicles
  - Band 2: Hosea – 4 Maccabees
  - Band 3: Psalms – Ecclesiasticus
  - Band 4: New Testament and Clementine Epistles
- Frederic George Kenyon: The Codex Alexandrinus (Royal MS. 1 D. V–VIII) in reduced photographic facsimile. Trustees of the British Museum, London 1909–1957.
  - Band 1: Genesis – Ruth Digitalisat im Internet Archive
  - Band 2: 1 Samuel – 2 Chronicles
  - Band 3: Hosea – Judith
  - Band 4: Esdras – Ecclesiasticus
  - Band 5: New Testament and Clementine Epistles

### Monographien
- Michael Dormandy: Building a Book of Books. Textual Characteristics of the Early Greek Majuscule Pandects (= Arbeiten zur neutestamentlichen Textforschung, 54). De Gruyter, Berlin/Boston 2024, ISBN 978-3-11-099457-5.
- Juan Hernández Jr.: Scribal Habits and Theological Influences in the Apocalypse: The Singular Readings of Sinaiticus, Alexandrinus, and Ephraemi (= Wissenschaftliche Untersuchungen zum Neuen Testament, 2. Reihe, 218). Mohr Siebeck, Tübingen 2006, ISBN 978-3-16-149112-2.
- Frederic G. Kenyon: Der Text der griechischen Bibel. 2. Auflage, überarbeitet von A. W. Adams. Vandenhoeck & Ruprecht, Göttingen 1961.
- Herbert J. M. Milne, Theodore C. Skeat, Douglas Cockerell: Scribes and Correctors of the Codex Sinaiticus. British Museum, London 1938.
- Herbert J. M. Milne, Theodore C. Skeat: The Codex Sinaiticus and the Codex Alexandrinus. 2. Auflage. University Press, Oxford 1955.
- Susan Brayford: Genesis: A Commentary Based on the Text of Codex Alexandrinus (= Septuagint Commentary Series). Brill, Leiden 2007, ISBN 978-90-04-15552-7.
- N. Clayton Croy: 3 Maccabees: A Commentary Based on the Text of Codex Alexandrinus (= Septuagint Commentary Series). Brill, Leiden 2005, ISBN 978-90-04-14775-1.
- Douglas C. Mohrmann: Deuteronomion: A Commentary Based on the Text of Codex Alexandrinus (= Septuagint Commentary Series). Brill, Leiden 2023, ISBN 978-90-04-53653-1.
- William Andrew Smith: A Study of the Gospels in Codex Alexandrinus: Codicology, Palaeography and Scribal Hands (= New Testament Tools, Studies and Documents, Band 48). Brill, Leiden 2014, ISBN 978-90-04-26783-1.

### Artikel
- Patrick Andrist: La structure des codex Vaticanus, Alexandrinus et Sinaiticus. Questions ouvertes sur le canon, la fabrication et la circulation de ces Bibles. In: Chiara Ruzzier, Xavier Hermand (Hrsg.): Comment le Livre s’est fait livre. La fabrication des manuscrits bibliques (IVe–XVe siècle). Bilan, résultats, perspectives de recherche (= Bibliologia, Band 40). Brepols, Turnhout 2015, S. 11–37. (Online)
- Patrick Andrist: Au croisement des contenus et de la matière: les structures des sept pandectes bibliques grecques du premier millénaire. Étude comparative sur les structures des contenus et de la matérialité des codex Vaticanus, Sinaiticus, Alexandrinus, Ephrem rescriptus, Basilianus, «Pariathoniensis» et de la Biblia Leonis. In: Scrineum Rivista, Band 17/2 (2020), S. 3–106. (Online)
- Dan Batovici: The Apostolic Fathers in Codex Sinaiticus and Codex Alexandrinus. In: Biblica, Band 97 (2016), S. 581–605.
- John H. Bowman: The Codex Alexandrinus and the Alexandrian Greek Types. In: The British Library Journal, Band 24 (1998), S. 169–183.
- Gregory Goswell: Early Readers of the Gospels: The Kephalaia and Titloi of Codex Alexandrinus. In: Journal of Greco-Roman Christianity and Judaism, Band 6 (2009), S. 134–174.
- Silva Tipple Lake, David Ole Voss: Family Π and the Codex Alexandrinus. The Text according to Mark. Christophers, London 1937. Digitalisat im Internet Archive
- Scot McKendrik: The Codex Alexandrinus or the Danger of Being a Named Manuscript. In: Scot McKendrick, Orlaith O’Sullivan (Hrsg.) The Bible as Book: The Transmission of the Greek Text. The British Library, London 2003, S. 1–16.
- Henrich Nordberg: On the Bible Text of St. Athanasius. In: Arctos: Acta philologica Fennica, Neue Folge. Band 3 (1962), S. 119–141. (Online)
- Thomas Pattie: The Creation of the Great Codices. In: John Sharpe III, Kimberly Van Kamp (Hrsg.) The Bible as Book: The Manuscript Tradition. The British Library, London 2002, S. 61–72.
- Marcus Sigismund: Formen und Verwendung der Diplé im Codex Alexandrinus. In: Martin Karrer (Hrsg.): Von der Septuaginta zum Neuen Testament: textgeschichtliche Erörterungen (= Arbeiten zur neutestamentlichen Textforschung, Band 43). De Gruyter, Berlin/Boston 2010, S. 115–143.
- Marcus Sigismund: Schreiber und Korrektoren in der Johannes-Apokalypse des Codex Alexandrinus. In: Martin Karrer (Hrsg.): Von der Septuaginta zum Neuen Testament: textgeschichtliche Erörterungen (= Arbeiten zur neutestamentlichen Textforschung, Band 43). De Gruyter, Berlin/Boston 2010, S. 319–338.
- Matthew Spinka: Acquisition of the Codex Alexandrinus by England. In: Journal of Religion, Band 16 (1936), S. 10–29.
- Theodore C. Skeat: The Provenance of the Codex Alexandrinus. In: The Journal of Theological Studies, New Series, Band 6 (1955), S. 233–235.
- Klaus Wachtel: Alexandrinus, Codex. In: Encyclopedia of the Bible and Its Reception (EBR). Band 1, De Gruyter, Berlin/Boston 2009, ISBN 978-3-11-018355-9, Sp. 767–769.